# Дикара, Вик
Вик Дикара (англ. Vic DiCara) — хардкор-панк гитарист, бас-гитарист и вокалист. Был участником таких музыкальных коллективов, как Beyond, Inside Out, Shelter, Burn и кришнаитской группы 108. В составе группы 108, Дикара принял участие в записи трёх альбомов, оказавших значительное влияние на хардкор-панк-сцену 1990-х годов. Признанной астролог в традиции ведической астрологии Джйотиш, Вик Дикара получил известность за освещение тем индуистской духовности в своём творчестве.
Женат. С 2009 года живёт в городе Онодзё в Японии.

## Дискография

### Beyond
- No Longer at Ease 1989 (Combined Effort)
  - переиздан с бонусным материалом в 1999 году лейблом Some Records

### Inside Out
- No Spiritual Surrender 1990 (Revelation Records)

### 108
- Holyname 1994 (Equal Vision Records)
- Songs of Separation 1995 (Equal Vision Records)
- N.Y.H.C. Documentary Soundtrack 1996 (SFT Records)
- Threefold Misery 1996 (Lost & Found Records)
- One Path For Me Through Destiny 1997 (Caroline) — концертный альбом, записанный в 1996 году.
- Creation. Sustenance. Destruction. 2006 (Equal Vision Records)
- Oneoeight Demo 2006 (self released)
- A New Beat from a Dead Heart 2007 (Deathwish Inc.)
- 18.61 2010 (Deathwish Inc.)

### Burn
- Cleanse 2001 (Equal Vision Records)